# Moritz Neumüller
Moritz Neumüller (nacido en Linz, Austria, en 1972) es un comisario independiente. Trabaja sobre todo el medio fotográfico y el arte digital, para bienales, festivales y museos internacionales. 

## Carrera profesional
Licenciado en Historia del Arte y Economía, y Doctorado interdisciplinar sobre nuevos medios de la Universidad de Viena. Ha trabajado para instituciones como el Museum of Modern Art en Nueva York, y el festival PHotoEspaña en Madrid. Actualmente, es comisario general de la Aarhus PhotobookWeek (Dinamarca), docente en IDEP Barcelona y director del área de fotografía del IED Madrid.
Desde 2009, Neumüller intenta abrir estas formas de creación a un amplio público, incluyendo las personas con problemas de visión o de comprensión. Este empeño en facilitar el acceso a la cultura y el conocimiento para todos se refleja en la iniciativa ArteConTacto, y la plataforma digital MuseumForAll.eu (en colaboración con la Design For All Foundation en Barcelona). Además mantiene la plataforma digital The Curator Ship, una herramienta para artistas y comisarios en el ámbito de las artes visuales. 

### Proyectos curatoriales sobre y con
Bernd y Hilla Becher, Ricardo Cases, Yamamoto Masao, Edmund Clark, Cristina de Middel, Martin Parr, Stephen Gill, Chris Jordan, Dinu Li, Gabriel Orozco, Mireia Sallarès, Oliver Sieber & Katja Stuke, Alejandro Castellote, Horacio Fernández, y Rosina Cazali.

### Miembro de patronato de
- PhotoIreland, Festival for Photography and Image Culture, Dublín
- European Photography Magazine, Berlín
- The History of European Photography, Bratislava
- VRVis Forschungsgesellschaft, Viena

### Filmografía
- deutsch sein kunstsprach. Die (Un-)Übersetzbarkeit Ernst Jandls (Austria, 2006). Documental de 52 min para la TV estatal austriaca (ORF). Nominado para el Festival Rose d’Or en la sección “Arts & Specials”.
- El Muro (España, 2004). Video de 12 min, presentado en PHotoEspaña 2004.
- El otro lado del alma (Cuba/Austria, 2002). Documental de 20 min. Mostrado en el International Black Film Festival, Berlín y en la televisión italiana (RAI).

### Publicaciones más relevantes
- Mind the Eye! On the Relevance of Composition in Spatial Organization, en: The New Review of Hypermedia and Multimedia, 12/2000, pp. 197-202.
- Hypertext Semiotics, en: Razón y Palabra, No. 38 (abril / mayo), Ciudad de México, 2004.
- Computer-Aided Design of Tactile Models. Taxonomy and Case Studies (con A. Reichinger, F. Rist, S. Maierhofer y W. Purgathofer), en: Computers Helping People with Special Needs, Lecture Notes in Computer Science, Volume 7383, Springer, 2012, pp. 497-504.
- From Stereoscopy to Tactile Photography (con A. Reichinger), en: PhotoResearcher 19, April 2013, pp. 59-63
- 3D Printing for Cultural Heritage: Preservation, Accessibility, Research and Education (con  A. Reichinger, F. Rist y Ch. Kern), en: 3D Research Challenges in Cultural Heritage, Springer Berlin Heidelberg, 2014, pp. 119-134.
- A Semiotic Analysis of iMarketing Tools, en: HT'00. Proceedings of the Eleventh ACM Conference on Hypertext and Hypermedia. San Antonio, TX 2000, pp. 238-239
- Applying Computer Semiotics to Hypertext Theory and the World Wide Web, en: OHS-6/SC-2, vol. 1903 de Lecture Notes in Computer Science. Springer, 2000
- (Con Linda Serenson Colet). Educational Hypermedia in a Museum Environment, en: Proceedings of the EDICT 2000 Conference. Viena 2000, pp. 323-329
- Because I Seek an Image Not a Book, en: OHS-7/SC-3, Lecture Notes in Computer Science. Springer, 2001
- Hypertext Semiotics in the Commercialized Internet. Disertación, Wirtschaftsuniversität Wien. Viena, 2001
- Zeichen und Information, en: e&i, no.7 (julio-agosto), 2003, pp. 9-10
- Aspekte der Ikonizität in den synkretistischen Religionen auf Kuba, en: S-European Journal For Semiotic Studies 15(2-4), Viena, 2003, pp. 529-535
- Hypertext Semiotics, en: Razón y Palabra, No. 38 (abril / mayo), Ciudad de México, 2004
- Thomas Seelig, Urs Stahel (eds.). The Ecstasy of Things, Fotomus. Winterthur & Steidl, 2004
- El Otro Lado Del Alma. Syncretisms in Contemporary Cuban Photography, Edition Oehrli, Zúrich, 2005
- Bernd & Hilla Becher hablan con Moritz Neumüller. Conversaciones con Fotógrafos. La Fábrica Ediciones / Fundación Telefónica, Madrid, 2005
- Import/Export. Un diálogo fotográfico, Centro Cultural de España, Guatemala, 2006
- Chris Jordan. In Katrina’s Wake, en: Naturaleza, Catálogo de PHotoEspaña 2006, La Fábrica Ediciones, Madrid, 2006, pp 134-137.
- All Inclusive. New Spanish Photography, Lodz Photography Festival, Polonia, 2007
- Metropolis, con Joan Villaplana y Jacobo Zabalo, Editorial Laboral, Barcelona, 2008
- Festivalzeit – Medienzeit, en: Monat der Fotografie, Festival Catalogue Wien, 2008, 10-14
- TO HAVE & TO LOSE. Three projects by Mireia Sallarès, Galleri Image, Aarhus, Dinamarca, 2008 (Reeditado como MIEC & STRACIC, Lodz, Polonia, 2009)
- Raum_Körper Einsatz, e-book in DAISY Format, Museum auf Abruf and ArteConTacto, Vienna 2010. Disponible en www.artecontacto.org
- Kleinbürger. New Photography and Video Art from Austria, en: Festival Catalogue, Pingyao, 2010, 92-93
- Collaborative Changes, catálogo del festival PhotoIreland, Dublín 2011
- Martin Parr's Best Books of the Decade (con Ángel Luis Gonzalez), Dublin 2011
- On Migration, catálogo del festival PhotoIreland, Dublín 2012
- Private Faces Public, catálogo de exposición, IED / PHotoEspaña, Madrid 2013
- Jana Romanova, en: Photonews, No. 5/12, May 2012, 12-13
- Spanish Photography Curating Note, en: Monthly Photography, November 12, Seoul 2012, 135-146
- Migration kuratieren, en: Burcu Dogramaci (Ed.) Migration und künstlerische Produktion, 2013, 219-228
- New Irish Works, catálogo del festival, PhotoIreland, Dublín, 2013.
- 3D Printing in Museums, en: MuseumNext Conference Proceedings, Ámsterdam, 2013.
- Unmanned Photography, en: European Photography Magazine, junio de 2013, pp. 3-14.
- Conversation with Lukas Wassmann, en: FOAM Magazine, septiembre de 2014, pp. 257-296.
- Kathy Granan’s The ninety and the nine, en: The Photobook Review, octubre de 2014, p. 23.
- Roc Herms, YO YO YO (edición de fotolibro), Barcelona 2014
- Ernst Jandl, Contenido / Inhalt. (Poemas de Ernst Jandl en español e alemán, libro interactivo, previsto para 2017)
- Marta Mantyka, hashtag (edición de fotolibro), Varsovia 2015)
- Fenómeno Fotolibro (editor), CCCB / RM, Barcelona 2017
- The Routledge Guide to Photography and Visual Culture (editor),  Taylor & Francis, New York, 2018

### Proyectos Actuales
Los proyectos actuales incluyen la Photobook Week Aarhus, el Routledge Companion on Photography and Visual Culture, que será publicado en 2017 en New York, y la exposición Reading the Photobook, para el CCCB en Barcelona.